# Dealu Bajului
Dealu Bajuluiⓘ – wieś w Rumunii, w okręgu Alba, w gminie Arieșeni. W 2011 roku liczyła 148 mieszkańców.